# Raadhuis (Poznań)

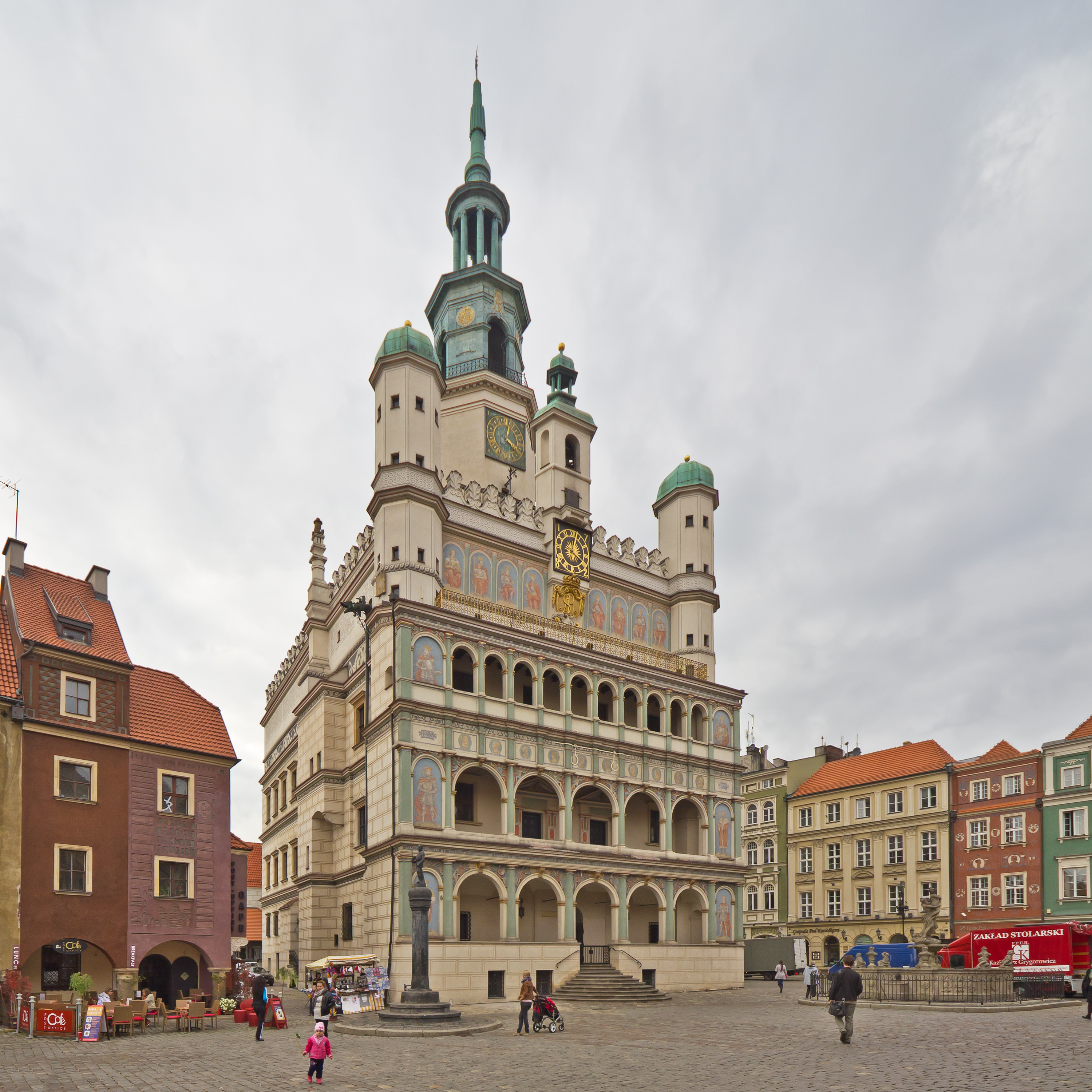
Raadhuis

Het Raadhuis (Ratusz) ligt aan de Stary Rynek, de Oude Markt in Poznań. Tegenwoordig is er het stedelijk historisch museum in gehuisvest.
Het oorspronkelijk middeleeuwse stadhuis werd rond 1555 door de Italiaanse architect Giovanni Battista Quadro verbouwd tot een van de mooiste renaissance bouwwerken van Centraal Europa.
De voorkant heeft drie overdekte galerijen met daarboven een rij met portretten van Poolse koningen. Bijzonder is de grote klok. Om twaalf uur gaat de deur boven open en verschijnen er twee metalen geiten die over het middelste torentje springen en hun hoofden aan elkaar stoten. Dit herinnert aan het verhaal van de twee geiten die het stadhuis binnengingen om er een persoonlijke vete uit te vechten. De inwoners van de stad werden door het lawaai gewekt en konden zo een beginnende brand blussen.
De 13e-eeuwse kelders zijn de oudste delen van het gebouw. In de rechthoekige ruimten met vroeggotische gewelven wordt de vroege geschiedenis van Poznań belicht. De grote zaal op de eerste verdieping is een prachtige renaissancekamer. De rijke decoratie is een indicatie voor de levensopvatting, het zelfbewustzijn en de trots van de burgerij. In het plafond ondersteund door twee pilaren, zijn wapens aangebracht van Polen, Litouwen, de Habsburgers en de Sforza's. Ook zijn er voorstellingen uit het leven van Samson, David, Venus en Hercules als personificaties van burgerdeugden en personificaties van de zon en de maan evenals enkele exotische dierfiguren.
Het gewelf van de Koningszaal werd in 1910 gereconstrueerd. De gerechtszaal heeft Latijnse inscripties op de muur om de rechters te helpen bij hun moeilijke taak. De decoratie van het gewelf is naar voorbeelden uit Pompeï aangebracht in de 19e eeuw. De zalen op de tweede verdieping zijn na 1945 gereconstrueerd; de plafonds zijn hersteld aan de hand van bewaard gebleven huizen aan de oude markt.
Voor het stadhuis staat de Proserpinafontein uit 1766 en aan de westzijde, de Bamberkafontein uit 1915 met een verwijzing naar de Posener Bambergers.
- Gemeinsame Normdatei: 4494847-5
- Library of Congress Control Number: n2004005572
- Nationale Bibliotheek van Tsjechië: mzk2012698616
- Virtual International Authority File: 250182419